# Kownaty (powiat płoński)
Kownaty – wieś sołecka w Polsce położona w województwie mazowieckim, w powiecie płońskim, w gminie Płońsk. Leży nad Płonką.
W latach 1975–1998 miejscowość administracyjnie należała do województwa ciechanowskiego.